# Губаль (острови)
Губа́ль — острови в північній частині Червоного моря, біля узбережжя Африки. Належать Єгипту, територіально відносяться до губернаторства Червоне море. Острови незаселені, хоча використовуються туристами як курорти — дайвінгу.

## Рельєф
Острови рівнинні, окрім двох — острова Губаля (максимальна висота 121 м) та найбільшого Шадвана (максимальна висота 301 м). Вони вкриті пісками, на деяких зростають чагарники. Береги оточені кораловими рифами та відмілинами. Навпроти островів, на материку, в бухті Губбет-ель-Гемса, знаходиться село Гемса, яке має пристань. Через рифи судноплавство до нього стає значною проблемою.

## Острови
Острови можна умовно поділити на 3 групи, розділених між собою протоками:
- північна — острови Умм-ель-Кіман, Ганім, Ашрафі, Північний Кейсум, Південний Кейсум, Умм-ель-Хеймат, Умм-ель-Хеймат-Сагіра, Санді-Айлет, Бахрія-Тавіла, рифи Ашрафі, Муковарат, Ганім, Гемса, Абу-Сіль, Умм-ель-Хеймат;
- центральна — острови Губаль, Губаль-Сагіра, Тавіла, Тавіла-Сагіра, Санді-Кі, рифи Губаль, Північно-Східний Патчес, Тавіла, Абу-Шибан;
- південна — острови Шадван, Сіюль, Сіюль-Кебіра, Умм-Камар, рифи Карлесс, Абу-Нікар, Сагір-Таль-Умм-Камар, Іль-Ерг, Сліпий риф, Абу-Нухас, Умм-Уш